# Kvasiny
Kvasiny é uma comuna checa localizada na região de Hradec Králové, distrito de Rychnov nad Kněžnou.
É a localização de uma fábrica de automóveis Škoda, a mais recente das três fábricas na República Checa. O primeiro automóvel com duas portas e quatro assentos foi construído nesta fábrica, em 1934. Após a Segunda Guerra Mundial, a fábrica se uniu à companhia Mladá Boleslav. Em 2013, a fábrica empregava 3.000 trabalhadores, trabalhando seis dias por semana, e produzindo mais de 140.000 automóveis por ano.